# Marie-Andrée Lessard
Marie-Andrée Lessard (Montréal, 6 dicembre 1977) è un'ex giocatrice di beach volley canadese.

## Biografia
Ha debuttato nel circuito professionistico internazionale il 16 giugno 1999 a Toronto, in Canada, in coppia con Christy Goodfellow piazzandosi in 41ª posizione. L'11 ottobre 2008 ha ottenuto il suo miglior risultato in una tappa del World tour piazzandosi al quinto posto a Dubai, negli Emirati Arabi Uniti, insieme a Annie Martin.
Ha preso parte all'edizione dei Giochi olimpici di Londra 2012 dove si è classificata al diciannovesimo posto con Annie Martin.
Ha partecipato altresì a cinque edizioni dei campionati mondiali, ottenendo come miglior risultato, per ben tre volte, la diciassettesima posizione a Klagenfurt 2001, a Berlino 2005 ed a Stavanger 2009, rispettivamente in coppia con Nancy Gougeon, Sarah Maxwell e Annie Martin.
Si è inoltre classificata quarta ai Giochi panamericani di Rio de Janeiro 2007.